# Leeza Gibbons
Leeza Kim Gibbons (Hartsville, Carolina del Sur; 26 de marzo de 1957) es una presentadora de talk shows estadounidense. Es conocida como corresponsal y copresentadora de Entertainment Tonight (1984–2000), así como por tener su propio programa de entrevistas diurno sindicado, Leeza (1993–2000). En 2013, su libro Take 2 se convirtió en un bestseller del diario The New York Times y ganó el Daytime Emmy por «Mejor Presentador en un Programa de Estilo de Vida o Viaje» por el programa de PBS, My Generation. El 16 de febrero de 2015, Leeza fue nombrada la ganadora de Celebrity Apprentice, habiendo recaudado $714,000 para su caridad Leeza's Care Connection.

## Biografía

### Primeros años
Gibbons nació en Hartsville, Carolina del Sur, hija de Jean y Carlos Gibbons, ex superintendente estatal de educación y dueño de una tienda de antigüedades. Gibbons tiene dos hermanos: un hermano, Carlos Jr., y una hermana, Cammy. Leeza y su familia también adoptaron a un joven chimpancé de un circo itinerante que llamaron Martha. Cuando Martha era mayor, se hizo difícil manejar su cuidado y fue enviada a un santuario de Great Ape en Florida, donde todavía vive hasta el día de hoy. Creció en Irmo, Carolina del Sur, un suburbio de Columbia, y se graduó de Irmo High School. Después de terminar la escuela secundaria, se graduó summa cum laude de la Escuela de Periodismo y Comunicación Masiva de la Universidad de Carolina del Sur, donde fue miembro de la hermandad de Delta Delta Delta.

### Carrera
Gibbons comenzó su carrera en la filial de WSPA-TV en Greenville-Spartanburg, Carolina del Sur. Su siguiente parada fue como copresentadora de PM Magazine para KFDM, el afiliado de la CBS en Beaumont, Texas. Posteriormente se trasladó al norte de la ABC afiliado WFAA-TV Channel 8 en Dallas-Fort Worth. En 1983, ella copresentó el trabajo en 'Two on the Town' en Nueva York para WCBS-TV. Al año siguiente, se unió al equipo en al aire como reportera de fin de semana en  Entertainment Tonight al mismo tiempo que presentó Leeza, su propio programa sindicado de la NBC, que se desarrolló desde junio de 1993 hasta septiembre del 2000. El programa se originó como John & Leeza from Hollywood, un talk show con el ex copresentador de Entertainment Tonight, John Tesh.  Tesh fue retirado del programa después de siete meses, y Gibbons fue presentadora para el resto de la serie. De 2001 a 2003, Gibbons fue el presentadora y editora gerente del programa de televisión Extra. En 2011, bajó el doble cargo (de nuevo) como presentadora de la serie My Generation (2011-2014) de PBS y como copresentadora y productor ejecutivo de la revista de noticias sindicada America Now (2011–2015).
Además de su carrera en televisión y radio, Gibbons ha recibido el Premio Congresional Horizon por su trabajo en temas infantiles.
En la década de 1990, Gibbons presentó el programa de radio de cuenta regresiva Blockbuster Top 25 Countdown with Leeza Gibbons. El programa fue creado para los formatos Adult Contemporary y Hot Adult Contemporary. Gibbons contó los éxitos en los respectivos formatos e incluyó noticias de entretenimiento y entrevistas pregrabadas. Cuando Blockbuster Video dejó de patrocinar el programa en 1999, el nombre del show fue cambiado a Leeza Gibbons' Top 25 Countdown. La versión Adult Contemporary fue cortada a un top 20. En enero de 2001, el aspecto de la cuenta regresiva del programa fue abandonado y renombrado a Leeza Gibbons' Hollywood Confidential, que se centró más en noticias de entretenimiento. El cambio de formato trajo nueva vida al programa, ya que el espectáculo continuó por otros 12 años (hasta 2013).
En los primeros a mediados de los 90, Gibbons se asoció con Guthy Renker y se convirtió en una pionera en el mundo de la respuesta directa. Ella fue la primera estrella de televisión en un programa diario que se presentará en un infomercial como protagonizó en blockbusters consecutivos (Personal Power 2 y Get the Edge) con un joven Tony Robbins.
A principios del 2000, Gibbons lanzó su línea de maquillaje mineral, Sheer Cover Studio, con Guthy-Renker. Gibbons dijo: «Sheer Cover no es sólo un producto de maquillaje, es una experiencia transformadora para las mujeres que tienen problemas graves de piel como el daño solar, marcas de nacimiento, cicatrices y acné o simplemente para cualquier mujer que quiere una piel natural que brille con una radiación saludable». Actualmente, Sheer Cover continúa vendiéndose en todo el mundo.
En 2015, Gibbons recibió el premio Icon de la Electronic Retailing Association, donde se anunció que Leeza había cruzado la marca de $1.000 millones en ventas. Su asociación con Guthy-Renker es la relación entre estudio y talento más larga en la historia del infomercial.
En 2016, Gibbons y Guthy-Renker lanzaron su último infomercial juntos, Dr Denese Skinscience.
El 14 de noviembre de 2007, el gobernador de California, Arnold Schwarzenegger, anunció el nombramiento de Gibbons a la junta directiva que supervisa la agencia de investigación de células madre de California. Gibbons llena una ranura designada para una abogada de pacientes de Alzheimer como resultado de su grupo sin fines de lucro, Leeza's Place, que está dirigido a cuidadores de personas con trastornos de la memoria. Los esfuerzos de Gibbons con trastornos de la memoria surgieron de la experiencia de su propia familia con su madre que fue diagnosticada con la enfermedad de Alzheimer y murió en mayo de 2008.
Gibbons reemplazó a Meredith Vieira por una semana de los programas de Who Wants to Be a Millionaire del 23 al 27 de junio de 2008.
En mayo de 2009, el nuevo libro de Gibbons, Take Your Oxygen First: Protecting Your Health and Happiness While Caring for a Loved One with Memory Loss, cuenta la historia de la lucha personal de Leeza con la enfermedad de Alzheimer después del diagnóstico de su madre. Ella proporciona consejos prácticos sobre cómo los cuidadores y sus familias pueden (y deben) cuidar de sus propias necesidades físicas, emocionales y espirituales con el fin de dar mejor atención a sus seres queridos que pueden estar sufriendo con un trastorno por pérdida de memoria.
En 2013, Gibbons ganó su primer Premio Daytime Emmy de Mejor Presentador en un Programa de Estilo de Vida o Viaje por la serie de PBS,  My Generation.
En 2015, ganó la serie de reality show de la NBC, Celebrity Apprentice, superando a la personalidad de la televisión Geraldo Rivera. Se convirtió en la segunda ganadora del show, después de Joan Rivers.
Comenzó a copresentar el Desfile del Torneo de las Rosas el 2 de enero de 2017.

### Vida personal
Gibbons ha estado casada cuatro veces; estaba casada con John Hicks de 1980 a 1982. De 1989 a 1991, estuvo casada con el actor británico Christopher Quinten, con quien tiene una hija, Jordan Alexandra (Lexi) Gibbons. Se casó con el actor Stephen Meadows de 1991 a 2005, y tuvieron dos hijos, Troy y Nathan Daniel. En 2011, se casó con el autor más vendido del New York Times, Steven Fenton, en Beverly Hills. Fenton es el hijo del exalcalde de Beverly Hills, Frank M. Fenton.
Gibbons es miembro de la Iglesia Metodista Unida de Hollywood, y todos sus hijos fueron bautizados allí.